# Port de Berbera
Le port de Berbera est le port maritime de Berbera, la capitale économique du Somaliland. Il est classé comme port de classe majeure. Il s'agit d'un des rares ports en eau profonde de la Corne de l'Afrique,.
Le port de Berbera a historiquement servi de base navale et de missiles pour le gouvernement central somalien.
Quelques infrastructures essentielles sont présentes : une cimenterie, un terminal pétrolier et ses citernes, et un aéroport doté d’une des plus longues piste d’atterrissage du continent. Mais les infrastructures restent sous-développées, et les réseaux (routes, électricité, évacuation des eaux de pluie) ne desservent pas toute la population. Le port est le cordon ombilical du pays : c’est par lui que transitent la majeure partie des importations, de la nourriture au pétrole en passant par les voitures.

## Historique

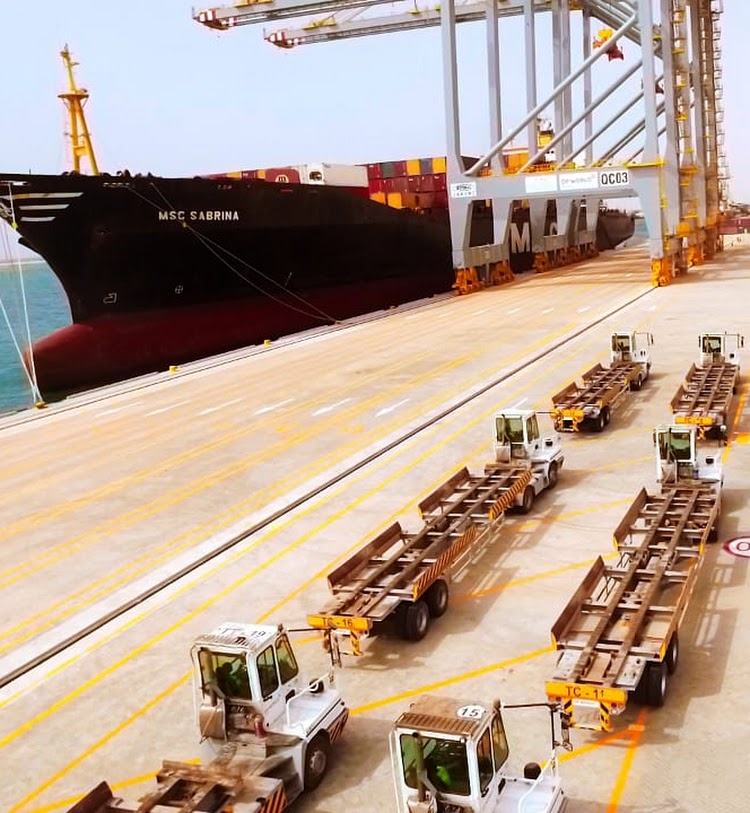
Bateau au port de Berbera en 2021

Historiquement, le port a attiré l’attention de diverses puissances concurrentes : l’Empire ottoman, l’Égypte, le Royaume-Uni, l’URSS, les États-Unis et les Émirats arabes unis. Le port en eaux profondes est créé par le Royaume-Uni ; lorsque la Somalie devient indépendante, elle obtient la modernisation du port par un accord de 1962 avec l’Union soviétique,. Il a ensuite été élargi pour un usage militaire américain, après que les autorités somaliennes aient renforcé les liens avec le gouvernement américain (début de la guerre de l'Ogaden en 1977).
Lorsque le Somaliland devient indépendant, le contrôle du port est un enjeu majeur et le nouveau gouvernement engage la lutte avec le clan Isa Musse, dont la milice est vaincue en 1992. Les ports et les aéroports du pays sont nationalisés peu après, en 1994. Mais la structure clanique de la société et du pouvoir font que les clans sont, au minimum, consultés pour chacune des décisions concernant le port, encore aujourd’hui. Le port est depuis la principale (voir la seule) source de revenus du nouvel État. C’est également un enjeu national par son éventuel rôle moteur sur la croissance nationale, pour le budget de l’État, mais aussi symboliquement comme preuve de l’indépendance et pour obtenir une reconnaissance internationale.

## Développement récent
Les investissements récents dans les infrastructures du port et le développement du commerce avec l’Éthiopie permettent au port de Berbera de progresser dans les classements internationaux. En 2023, il est classé 103e port mondial par la Banque mondiale dans son classement effectué en fonction du temps passé par les navires au port, ce qui marque une progression de 38 places dans le classement par rapport à l’année précédente ; il est également classé premier port de l’Afrique subsaharienne.

### Infrastructures
Le terminal pétrolier est privatisé en 2014.
En mai 2016, DP World a signé un accord de 442 millions de dollars avec le gouvernement du Somaliland pour exploiter un centre régional de commerce et de logistique au port de Berbera. Le projet implique également la mise en place d'une zone économique. Le 1er mars 2018, un accord précise que DP World détiendra 51 % du port, le gouvernement du Somaliland 30 % et CDC Group, pour l’Éthiopie, les 19 % restants. Dans le cadre de l'accord, le gouvernement éthiopien s’engage aussi à investir dans les infrastructures pour développer le corridor de Berbera pour relier le port à Addis-Adeba, capitale d'un des pays à la croissance la plus rapide au monde, et à faire transiter 30% de ses marchandises depuis Berbera.
L’accord signé avec l’Éthiopie en 2014, qui devait voir des investissements importants développer le corridor de Berbera entre le port et l’Éthiopie (remise en état de la route par Tog Wajaale et construction d’une voie ferrée), semble ne pas devoir être mis en œuvre et si ces 250 km de route connaissent des améliorations, elles sont plutôt le résultat des investissements de Dubai Ports World, concessionnaire du port de Berbera depuis 2017 pour une durée de trente ans, avec une clause de reconduction automatique pour dix ans, et de l’Abu Dhabi Fund for Development. De façon plus marginale, le Royaume-Uni a aussi investi dans le réseau routier du Somaliland. Une extension du quai de 400 m est inaugurée en juin 2021, des grues modernes installées, en 2022, une zone franche créée sur 1200 ha avec 10 000 m carrés d’entrepôts (ouverture en mars 2023 à Wajaale, à 15 km de Berbera). L’espoir est d’atteindre les 500 000 conteneurs traités par an. DP World investit à Berbera à cause de son éviction du port de conteneurs de Doraleh par la république de Djibouti,. Et la route passe par Djidjiga et aboutit à Addis-Adeba.
Le développement du port dépend cependant de la réorientation d'une partie du commerce éthiopien vers Berbera, et est donc en suspens : l’Éthiopie n’a pas investi dans le port après les accords de 2014-2018, et n’a pas ouvert ses frontières aux négociants somalilandais,. Néanmoins, un accord récent (début 2024) accorde une bande de 50 km sur la côte de Berbera à l’Éthiopie, et la possibilité d’installer une base navale.
En juin 2022, le Somaliland annonce que l’Éthiopie n’a pas acquis les 19 % de participation dans le port que l’accord de 2016 lui réservait.
En janvier 2024, un accord est signé entre l’Éthiopie et le Somaliland concernant le port de Berbera, ouvrant le port au commerce éthiopien et l’Éthiopie obtenant un accès au port militaire, en échange d’une reconnaissance pour le Somaliland et d’une participation dans Ethiopian Airlines. Ce traité et d’autres négociations entre le Pount et l’Éthiopie ont conduit à une crise diplomatique entre la Somalie et l’Éthipie.

### Trafic
Berbera est le principal port traitant du bétail en Afrique, avec 3,5 millions de têtes par an (chèvres, moutons et chameaux) avec un creux à 1,3 million en 2020, avec l’annulation du Hadj. Cette année, les exportations chutèrent de 250-300 à 170 millions de dollars.

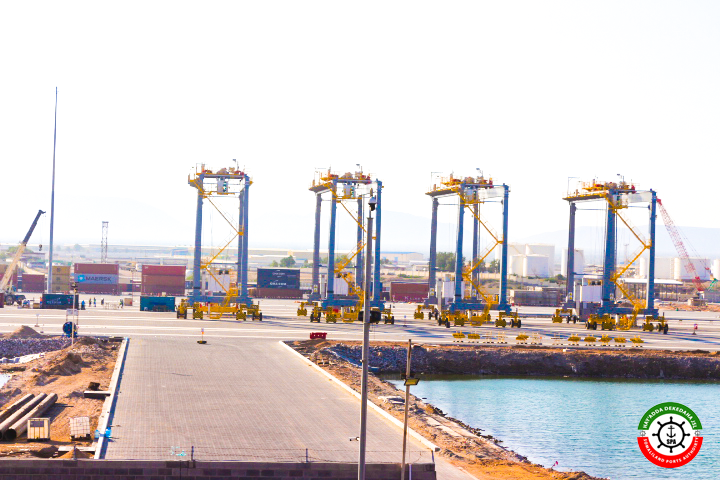
Vue du terminal de conteneurs en 2021.

Le port de conteneurs traite entre 32 000 et 50 000 unités par an avant 2015 pour passer à 100 000 en 2018 et plus de 150 000 par an en 2019.

### Développement industriel
En juillet 2013, l'entreprise Raysut Cement  a annoncé qu'il prévoyait de construire un nouveau terminal de ciment ultramoderne au port de Berbera. Le projet de construction fait partie d'une coentreprise avec des partenaires commerciaux somaliens. Il prévoit trois silos d'une capacité de 4000t chacun, destinés au stockage, au conditionnement et à la distribution du ciment. Ce projet évolue en 2016 avec l’association de Raysut Cement avec Barwaaqo Cement pour un investissement de 7,5 millions de dollars. En 2019, une nouvelle évolution se fait, avec l’association avec le groupe somalilandais MSG Group of Companies, avec un budget de 40 millions de dollars et une capacité de production de un million de tonnes par an.
Une usine de conditionnement d’huile ouvre en 2023 dans la zone franche.

### Base militaire
Ces investissements émiratis sont globalement bien vus à Berbera, mais ils sont accompagnés d’une présence des forces armées émiriennes, plutôt considérée comme une menace.  L’accord entre les EAU et le Somaliland prévoyait une concession de 25 ans pour une base terrestre et aérienne. Malgré l’investissement de 90 millions de dollars dans cette base militaire, le gouvernement émirien a préféré retirer ses troupes ; le gouvernement somalilandais envisage de convertir la base aérienne en aéroport civil.